# Grande Prêmio da França de 1964
Resultados do Grande Prêmio da França de Fórmula 1 realizado em Rouen-Les-Essarts à 28 de junho de 1964. Quarta etapa da temporada, nela o norte-americano Dan Gurney conquistou a primeira vitória da equipe Brabham.

## Classificação da prova
| Pos. | Nº | Piloto              | Construtor     | Voltas | Tempo/Diferença           | Grid | Pontos |
| ---- | -- | ------------------- | -------------- | ------ | ------------------------- | ---- | ------ |
| 1    | 22 | Dan Gurney          | Brabham-Climax | 57     | 2:07:49.1                 | 2    | 9      |
| 2    | 8  | Graham Hill         | BRM            | 57     | + 24.1                    | 6    | 6      |
| 3    | 20 | Jack Brabham        | Brabham-Climax | 57     | + 24.9                    | 5    | 4      |
| 4    | 4  | Peter Arundell      | Lotus-Climax   | 57     | + 1:10.6                  | 4    | 3      |
| 5    | 10 | Richie Ginther      | BRM            | 57     | + 2:12.1                  | 9    | 2      |
| 6    | 12 | Bruce McLaren       | Cooper-Climax  | 56     | + 1 volta                 | 7    | 1      |
| 7    | 14 | Phil Hill           | Cooper-Climax  | 56     | + 1 volta                 | 10   |        |
| 8    | 36 | Mike Hailwood       | Lotus-BRM      | 56     | + 1 volta                 | 13   |        |
| 9    | 26 | Lorenzo Bandini     | Ferrari        | 55     | + 2 voltas                | 8    |        |
| 10   | 34 | Chris Amon          | Lotus-BRM      | 53     | + 4 voltas                | 14   |        |
| 11   | 28 | Maurice Trintignant | BRM            | 52     | + 5 voltas                | 16   |        |
| 12   | 32 | Bob Anderson        | Brabham-Climax | 50     | + 7 voltas                | 15   |        |
| Ret  | 16 | Innes Ireland       | BRP-BRM        | 32     | Acidente                  | 11   |        |
| Ret  | 2  | Jim Clark           | Lotus-Climax   | 31     | Motor                     | 1    |        |
| Ret  | 24 | John Surtees        | Ferrari        | 6      | Motor                     | 3    |        |
| Ret  | 18 | Trevor Taylor       | BRP-BRM        | 6      | Freios                    | 12   |        |
| Ret  | 30 | Jo Siffert          | Brabham-BRM    | 4      | Embreagem                 | 17   |        |
| DNS  | 36 | Peter Revson        | Lotus-BRM      |        | Carro entregue a Hailwood |      |        |

## Tabela do campeonato após a corrida
|   | Pos. | Piloto         | Pontos |
| - | ---- | -------------- | ------ |
|   | 1    | Jim Clark      | 21     |
|   | 2    | Graham Hill    | 20     |
|   | 3    | Richie Ginther | 11     |
|   | 4    | Peter Arundell | 11     |
| 7 | 5    | Dan Gurney     | 10     |

|   | Pos. | Construtor     | Pontos |
| - | ---- | -------------- | ------ |
|   | 1    | Lotus-Climax   | 25     |
|   | 2    | BRM            | 21     |
| 2 | 3    | Brabham-Climax | 14     |
| 1 | 4    | Cooper-Climax  | 9      |
| 1 | 5    | Ferrari        | 6      |

- Nota: Somente as primeiras cinco posições estão listadas. Apenas os seis melhores resultados, dentre pilotos ou equipes, eram computados visando o título. Neste ponto esclarecemos: na tabela dos construtores figurava somente o melhor colocado dentre os carros de um time.